# Либер, Эрнст
Филипп Эрнст Мария Либер (нем. Philipp Ernst Maria Lieber; 1838—1902) — германский юрист и политик.

## Биография
Эрнст Либер родился 16 ноября 1838 года в городке Бад-Камберг; получил юридическое образование.
С 1870 года Либер член прусской палаты депутатов, с 1871 года — германского рейхстага. Он был одним из основателей Партии центра, в которой принадлежал к левому крылу.
После смерти Людвига Виндгорста Либер был избран вождем Партии центра, но в этом качестве не обнаружил способностей своего предшественника. В 1893 г. он не сумел удержать в партии консервативные элементы (Гюне, Франц фон Аренберг и др.), которые выделились в особую фракцию и голосовали за военный законопроект Каприви и против торговых трактатов. Некоторые члены партии (например, Гребер) пользовались не меньшей популярностью в среде своих сторонников, чем Либер, и являлись его конкурентами. Тем не менее, в последние годы своей деятельности он сумел придать Партии центра главенствующее значение в рейхстаге, сделав её партией правительственной. Это было куплено ценой отказа от оппозиции или её ослабления по некоторым вопросам, которыми партия раньше дорожила (военному и морскому). При нём партия стала окончательно аграрно-протекционистской. Умер в 1902 г.